# Parmenidész
Az eleai Parmenidész (Παρμενίδης, Elea, kb. i. e. 540 vagy 515–510, – i. e. 460 vagy 435–430 körül), Pürész fia, a dél-itáliai Elea városában (ma: Castellamaro della Brucca) született filozófus és politikus, az eleai filozófiai iskola alapítója. Hexameterben írott művén jól látható Xenophanész hatása, Diogenész Laertiosz szerint azonban a legfontosabb hatást egy egyébként ismeretlen Ameiniasz nevű püthagoreus barátja tette rá (Diogenész Laertiosz: A filozófiában jeleskedők élete és mondásai, IX. 21); Sztrabón is pitagoreusnak nevezi (Geographika 6,252).
Parmenidésznek egyetlen művet tulajdonítanak (Diogenész Laertiosz I. 16), melyet a modern magyar szakirodalom a Tanköltemény vagy hasonló címeken emleget. Ebből a hexameterekben írott költeményből hosszabb töredékek is fennmaradtak. Sextus Empiricusnak köszönhetően ismerjük a Tanköltemény bevezetését (a Prooimiont), a költemény további részeiből Szimplikiosz őrzött meg fontos szakaszokat, Arisztotelész Égbolt c. művéhez ill. a Fizikához írott kommentárjaiban.
Parmenidész tanítványa volt az egyik legjelentősebb eleai filozófus, eleai Zénón.
Több életrajzírója szerint Parmenidész mondta magáról először, hogy ő „filozófus”. Mások ezt Püthagorasznak tulajdonítják.

## Élete
Eleában született, vagy i.e. 540, vagy i.e. 515–510 körül. Az előbbi datálás Apollodórosz Krónikájára megy vissza, az utóbbi Platón Parmenidész c. dialógusára támaszkodik.
Parmenidész Plutarkhosz szerint nagy megbecsülést élvezett Eleában: miután új törvényeket adott a városnak, a nagykorúságot elért polgároknak „Parmenidész törvényeire” kellett felesküdniük (A12 = Plutarkhosz: Kólótész ellen, 32, 1126A–B). Parmenidész politikai szerepére utalhat az i.e. 450 körül Zénón társaságában tett látogatása Athénba, melyről Platón Parmenidész c. dialógusa számol be. Ha tényleg sor került ilyen látogatásra, akkor az akár diplomáciai küldetés is lehetett a célból, hogy Elea csatlakozzon a formálódó Déloszi Szövetséghez.

## Filozófiája

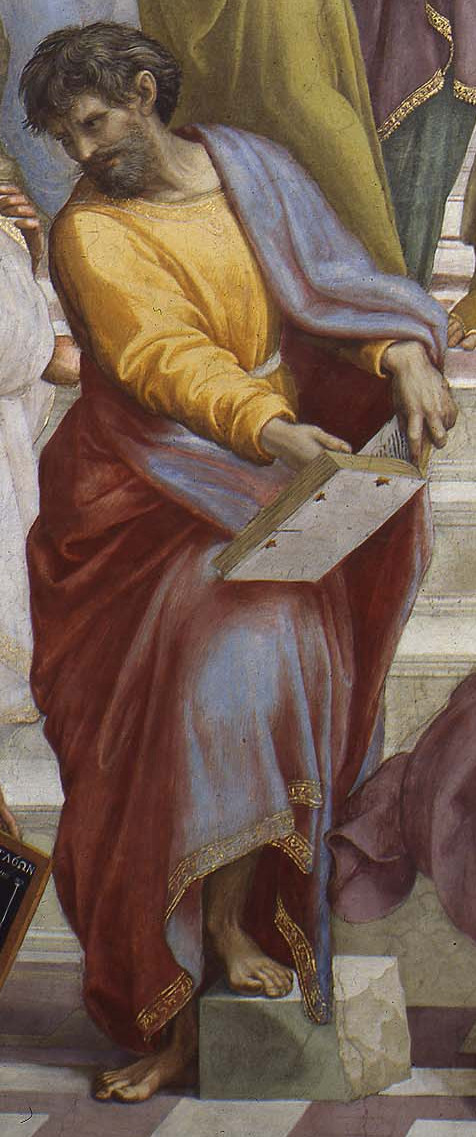
Parmenidész – Raffaello Sanzio festménye (részlet)

Filozófiai felfogását töredékesen fennmaradt Tankölteményében fejtette ki. Ez a tanköltemény néhány helyen nehezen értelmezhető, sok helyütt pedig emelkedett, kinyilatkoztatásszerű formában íródott.
A kinyilatkoztatásra hivatkozó kerettörténetnek, az emelkedettségnek és a nehezen érthető fogalmazásmódnak az lehet a célja, hogy megmutassa, a halandók megszokott módján nem érhető el az igazság. A költemény szerkezete is erőteljesen szembeállítja egymással a megismerés két módját: az észre támaszkodó közvetlen (metafizikai) belátást és a tapasztalatra alapozott világmagyarázatot, mely akár lehet tudományos világmagyarázat is. A metafizika és tapasztalati világ éles szembeállítása nála jelenik meg a filozófia történetében először.
A költemény elején a költő égi utazásra indul egy kocsin, melyet „okos kancák” húznak, majd miután a Napleányok is csatlakoznak az ifjúhoz, attól kezdve ők hajtják a kocsit. Mikor a fogat eléri az Éjszaka és Nappal kapuját, a Napleányok kieszközölik, hogy Diké, a jog és igazságosság istennője kinyissa nekik a kaput. Ezek után egy teljes biztonsággal nem azonosítható istennő fogadja az ifjút és mindenre kiterjedő beavatásban részesíti:

Mindent meg kell tudnod:
úgy a meggyőző igazság rendületlen szivét,
mint a halandók látszatait, melyekben nincsen igaz bizalom.
De azért csak ezt is megtanulod, hogy a látszóknak
hogy kellett hitelesen lenniük, mindenek lévén mindeneken át. (B 1, 28–32)
Az istennő tanítása abból indul ki, hogy csak az a kutatási út elfogadható, mely szerint [a kutatási út célja, a kutatás tárgya] van, az alternatíva, mely a nem-létet állítaná, nem véghezvihető, sőt ki sem mondható (B 2).
Ebből az egyszerű és józan ésszel felfoghatónak tűnő elvből viszont sok elég meglepő, és józan ésszel felfoghatatlannak tűnő következtetés vezethető le. A Létező először is oszthatatlan: ha ugyanis részekre osztható lenne, akkor a részek között más nem lehet, hogy legyen – csakhogy ez nem lehet, mert nem-lét nincs, tehát a Lét sem osztható (ez gyakorlatilag az ún. indirekt bizonyítás első ismert példája). Hasonlóan igazolható, hogy a Létező nem mozog; azonkívül homogén: mivel nincs kevésbé-lét meg jobban-lét, csak egyfajta létezés, ezért nem lehetséges, hogy a Létező itt ilyen legyen, ott meg másmilyen. Még rejtélyesebb megállapítás, hogy a Létező gömb alakú, ezt többen valamiféle metaforának tartják.
Parmenidész a létező jegyeinek felsorolásakor kimondja, hogy a Létező nem keletkezett, hanem öröktől fogva létezik. Ugyanis mint az istennő mondja: „Nem fogom megengedni, hogy a nem-létezőből / mondd vagy gondold keletkezését, mert nem gondolható el és nem mondható, hogy nem létezik”. (Steiger Kornél fordítása)
Abból a tényből, hogy Létező nem született, hanem mindig is létezett, következik romolhatatlansága is, ugyanis a parmenidészi tanítás szerint nem válhat nem létezővé a Létező. Azt a tényt, hogy mégis kimondjuk, hogy nemlétezés, létezés, keletkezés, pusztulás, helyváltoztatás azzal magyarázza, hogy ezek a jegyek csak olyan nevekre alkalmazhatók, melyeket az emberek alkottak maguknak, mivel igaznak hiszik ezeket a dolgokat. Ez volt a legelső nyelvfilozófiai reflexió.
Parmenidész kizárja az üresség létezését, és azt is, hogy a Létező bármi másban, vagy máson lenne: a létező „teljes egészében összefüggő, mert létező érinti a létezőt”. (Steiger Kornél fordítása) A létező dolgok egységet alkotnak, mégpedig a Létező egységét, ami teljes. Nincs a létezőnek hiányzó része, ezért nem lehetséges, hogy osztható legyen, mert ez ellenkezne természetével, azaz akkor valami tőle különböző, tehát nem-létező lenne található benne. Parmenidésznek ezen állításairól legelőször Platón értekezik a "Parmenidész" nevű dialógusában (amelyben Parmenidészt -- kivételszerűen -- bölcsebbnek mutatja a szókratészalaknál) és Heidegger megjegyzi, hogy Parmenidészig van az, hogy még nem keverték össze a Létet a létezéssel.
A mű ezen kívül fontos és máig is igaznak tartott kozmológiai, csillagászati és egyéb természetfilozófiai megállapításokat is tartalmaz (például hogy a Hold fénye nem önálló, hanem a Naptól ered).
A költemény jó részét Szimplikiosz őrizte meg, és három részre szokás osztani áll. Az első a bevezetés, a Prooimion, allegorikus történet Parmenidész beavatásáról. A következő rész (Alétheia) a Létező tulajdonságainak taglalása, s bár formája alapvetően isteni kinyilatkoztatás, a szakaszban logikai érvelések is találhatóak. Ez egy deduktív metafizikai elmélkedés, igaznak tartott premisszákból indul ki, és deduktív módon olyan következtetésekhez jut, amelyet szükségképpen csak igaznak fogadhatunk el. A Vélekedés útja avagy a Látszat útja (Doxa) c. kozmológiai jellegű fejezetben leírja, amit ő a legjobb megfogalmazásnak tart a világról – ezen ismeretekhez érzékszerveink útján juthatunk, és amit az emberek általában igaznak hisznek (erre utal a cím: doxa, azaz „vélekedés” – ez olyan ismeretet jelöl, amely nem észbeli bizonyosságra épül, hanem érzékszervi megismerésre, ezért nem rendelkezik abszolút igazsággal, csak valószínűséggel).
A Létező és a Doxa szembeállítása máig sokat tárgyalt és vitatott kérdés. Különféle filozófiai iskolák, mozgalmak, filológusok és más szerzők az ismeretelméleti „monizmus” (egy igazság van, a Létezőé) és „dualizmus” (két, inkompatibilis igazság van, a Létezőé és a Doxáé) két szélsősége között sokféleképp helyezték el a Tankölteményt. Értelmezéstől függően lehetséges, hogy:
- a Létezőről szóló tan és a fizikai világról szóló Doxa ellentétesek, az előbbi abszolút igazság, a másik teljes tévedés; sőt hallucináció; Parmenidész az utóbbit tárgyalva elődeinek és ellenfeleinek tanításait mint tévedések alapján kialakult konvenciót igyekszik cáfolni;
- a két ismeretmód ellentétes, Parmenidész azt igyekszik a Doxát tárgyalva elmondani, hogyan lehetne a fizikai világot a legjobban bemutatni,
- a két ismeretmód jobbára, bár nem feltétlenül tökéletesen, kizárja egymást: a Létező útja az a mód, ahogyan az istenek és más mindentudó lények látják a világot; a tökéletes igazság; míg a Doxa „csalárd ismerete” a halandók vélekedéseiből áll, amely az előbbinek tökéletlen torzképe, és (csak) ilyen értelemben hamis; nem a „hamis”, hanem a „bizonytalan”, a „valószínű”, a „feltételezhető” és hasonló kategóriákkal minősíthető;
- a Létező és a Doxa világa teljesen ellentétes, ámbár mindkettő létezik; csakhogy az ember képtelen azonos módon megismerni őket; az intuitív megismerés és a tapasztalati megismerés a tudás két egyaránt helyes, azonban egymáshoz képest tökéletesen paradox módon viszonyuló útja; (Steiger: Töredékek; 79. o.)

## Magyarul
- Parmenidész, Empedoklész: Töredékek; ford., jegyz., tan. Steiger Kornél; Gondolat, Bp., 1985
- Töredékek; ford., tan., jegyz. Végh Attila; Attraktor, Máriabesnyő-Gödöllő, 2010 (Fontes historiae antiquae)

### Külső hivatkozások
- Parmenides' of Elea Way of Truth